# Junípero Serra
Juniper Sierra OFM, Junípero Serra, właśc. Miquel Josep Serra i Ferrer (ur. 24 listopada 1713 w Petrze na Majorce, zm. 28 sierpnia 1784 w Misji San Carlos Borromeo de Carmelo w Kalifornii) – założyciel San Francisco, misjonarz, franciszkański obserwant, święty Kościoła katolickiego.

## Życiorys
Juníper Serra urodził się 24 listopada 1713 jako Miquel Josep Serra i Ferrer w Petrze na Majorce, jednej z wysp archipelagu Balearów na Morzu Śródziemnym. Do franciszkanów obserwantów wstąpił 14 września 1730, przyjmując imię Juniper (pol. Jałowiec), przejmując je od jednego z pierwszych towarzyszy św. Franciszka z Asyżu. Ze względu na swoje zdolności został mianowany lektorem filozofii, zanim jeszcze przyjął święcenia kapłańskie. Szybko otrzymał tytuł doktora teologii Uniwersytetu Lullian w Palma de Mallorca. Posiadał w nim własną katedrę w Kolegium św. Ferdynanda. W 1749 przeniósł się do Kolegium Misyjnego św. Fernanda w Meksyku.
W mieście Meksyk uczył teologii w miejscowej Alma Mater. Podróżując na mule z Vera Cruz do stolicy zranił się w nogę. Rana nie zagoiła się do końca życia, co miało znaczenie, biorąc pod uwagę fakt, iż większość podróży misjonarskich przyszły błogosławiony odbywał pieszo. Serra poprosił o wysłanie go do pracy misyjnej w Sierra Gorda na północy Meksyku. W misji tej zakonnik przebywał dziewięć lat. Nauczył się lokalnego dialektu i przetłumaczył z hiszpańskiego katechizm. Następnie został odwołany do stolicy, gdzie zasłynął jako kaznodzieja i spowiednik. W tym okresie rozpoczął praktykę ostrego umartwienia.
W 1767 został mianowany przełożonym grupy piętnastu misjonarzy franicszkańskich, którzy mieli podjąć się pracy apostolskiej w Dolnej Kalifornii. Franciszkanie mieli przejąć placówki misyjne po wypędzonych z Nowej Hiszpanii przez Karola III 3 lutego 1768 jezuitach. Serra wsiadł na statek odpływający do Kalifornii 12 marca 1768 w porcie San Blas nad Oceanem Spokojnym. Na początku 1769 towarzyszył gubernatorowi Gasparowi de Portolá w wyprawie do Nowej Kalifornii. Po drodze założył jedyną franciszkańską misję na terenie Dolnej Kalifornii - San Fernando. Gdy ekspedycja dotarła do San Diego 1 lipca 1769, Serra zatrzymał się, by założyć misję San Diego de Alcalá - pierwszą z 21 założonych przez siebie w Kalifornii. Odegrały one ważną rolę w stopniowym nawracaniu miejscowej ludności na chrześcijaństwo. Po dotarciu w 1770 do Monterey założył misję San Carlos Borroméo de Carmelo. To w niej zakonnik osiadł i stała się jego bazą do dalszych wypraw misyjnych. Następnego roku główną siedzibę misji przeniesiono do Carmel-by-the-Sea (dzisiaj znana jest jako Mission Carmel). W czasie, gdy Junípero Serra stał na czele grupy misjonarzy w Monterey, powstał szereg fundacji franciszkańskich: Mission San Antonio de Padua, Mission San Gabriel Arcángel, Mission San Luis Obispo de Tolosa, Mission San Juan Capistrano, Mission San Francisco de Asís, Mission Santa Clara de Asís oraz Mission San Buenaventura. Większość z nich nosiła nazwy odwołujące się do postaci z historii ruchu franciszkańskiego: św. Franciszka z Asyżu, św. Klary z Asyżu, św. Antoniego z Padwy, św. Bonawentury czy św. Jana z Kapistranu. Przyszły błogosławiony był również obecny podczas erekcji misji w Santa Barbara 21 kwietnia 1782. Jej lokalizacji sprzeciwił się jednak gubernator Felipe de Neve.
W 1773 Serra musił udać się do stolicy, by poprosić o usunięcie z urzędu gubernatora Kalifornii Pedro Fagesa. Wicekról Antonio María de Bucareli y Ursúa przyznał rację franciszkanom, usuwając Fagesa z piastowanego urzędu w 1774.

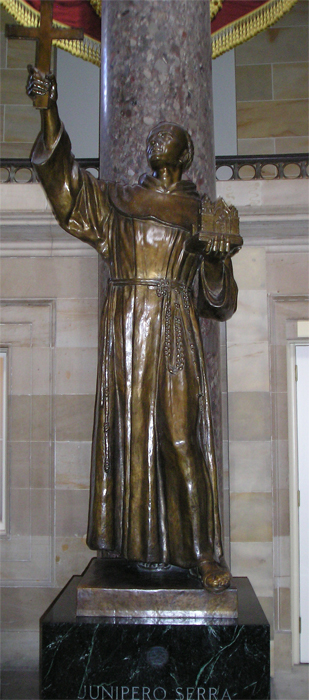
Rzeźba św. J. Serry na Kapitolu w Waszyngtonie z 1931.

Kilka lat po powrocie do Kalifornii Serra otrzymał prawo udzielanie sakramentu bierzmowania wiernym zamieszkującym tereny wokół misji. W ostatnich trzech latach swojego życia przebywał pieszo 900 km, by udzielać sakramentu bierzmowania w misjach usytuowanych między San Diego a San Francisco. Źródła podają, iż bierzmował ponad 5000 nawróconych przez franciszkanów Indian pomiędzy rokiem 1770 a 1784.
Misjonarz zmarł w wyniku ukąszenia przez jadowitego węża w misji w Carmel-by-the-Sea 28 sierpnia 1784. Pochowano go pod posadzką miejscowego kościoła parafialnego.

## Dziedzictwo i kult
Junípero Serra został ogłoszony błogosławionym 25 września 1988 przez papieża Jana Pawła II.
Zakonnik jest uważany za założyciela kilkunastu miast amerykańskich. Brązowe rzeźby przedstawiające błogosławionego znajdują się w National Statuary Hall Collection na Kapitolu w Waszyngtonie oraz w parku przy Golden Gate w San Francisco. 15 stycznia 2015 papież Franciszek ogłosił, że w czasie wizyty w USA włączy w poczet świętych bł. Junipero Serrę poprzez kanonizację równoważną. Uroczystość kanonizacyjna odbyła się 24 września 2015. Tego dnia w bazylice Niepokalanego Poczęcia w Waszyngtonie, papież Franciszek kanonizował bł. Junipera Serrę.

## Juniper (imię)
Juniper - imię pochodzenia łacińskiego, oznaczające jałowiec, znane z „Kwiatków św. Franciszka”.